# Barleria pannosa
Barleria pannosa är en akantusväxtart som beskrevs av Emilio Chiovenda. Barleria pannosa ingår i släktet Barleria och familjen akantusväxter. Inga underarter finns listade i Catalogue of Life.